# Vue International
Vue International, originariamente nata come Spean Bridge Cinemas o SBC, è una catena multinazionale di multisale cinematografiche operante in Regno Unito, Irlanda, Germania, Danimarca, Polonia, Paesi Bassi e Italia, direttamente o attraverso diverse sussidiarie.
Opera ancora in Taiwan sotto il vecchio nome.

## Storia
La catena venne originariamente fondata da Stewart Blair, vecchio dirigente degli United Artists Theatres, e Tim Richards, vecchio dirigente dei Warner Cinema, come società di capitali. Il primo cinema fu aperto a Livingstone, Regno Unito, e Stewart Blair lasciò il suo posto da dirigente nel 2000.
La catena venne poi rinominata SBC International Cinemas, aprendo anche una sede a Faro, Portogallo (chiusa nel 2014) e in Taipei, Taiwan. Venne rinominata in Vue nel 2002.
Nel maggio 2003, vennero acquistrati i Warner Cinema britannici. Nel 2005 acquistò un'altra catena di multisale, la Ster Century.
Nel maggio del 2012, acquistò la catena di multisale tedesca Cinemaxx, sotto il cui nome continuò ad operare. Lo stesso avvenne nel maggio del 2013 per la catena polacca Multikino, e nel maggio del 2014 per The Space Cinema.
Nell'agosto del 2015, acquistò la catena di multisale olandese JT Bioscopen, che rinominò Vue Nederland.
Il 18 maggio del 2020, chiuse l'unica multisala Multikino operante a Riva, Lettonia.

## Proprietà
La private equity Doughty Hanson & Co acquistò la catena nel novembre del 2010.
Nel giugno del 2013, fu venduta ai fondi canadesi OMERS Private Equity e Alberta Investment Management Corporation.
Il 14 luglio 2022 venne venduto ai fondi nord-americani di risparmio gestito Barrings, 
Farallon Capital, Invesco, PGIM e Lord Abbot

## Cinema e sale
A maggio 2024, la divisione delle sale controllate per sussidiarie è così diviso:
| Paese                | Società operante       | Cinema | Schermi |
| -------------------- | ---------------------- | ------ | ------- |
| Regno Unito, Irlanda | Vue UK & Ireland       | 92     | 879     |
| Germania             | Cinemaxx               | 30     | 257     |
| Danimarca            | Vue Danmark & Cinemaxx | 3      | 33      |
| Italia               | The Space Cinema       | 36     | 359     |
| Polonia, Lituania    | Multikino              | 46     | 330     |
| Paesi Bassi          | Vue Nederland          | 19     | 127     |